# Michel Babatunde
Michel Babatunde (Lagos, 24 dicembre 1992) è un calciatore nigeriano, centrocampista svincolato.

## Palmarès

### Club

#### Competizioni nazionali
- Campionato marocchino: 2

Wydad Casablanca: 2018-2019, 2020-2021